# .ne
.neは国別コードトップレベルドメイン（ccTLD）の一つで、ニジェールに割り当てられている。
日本、韓国などの「.ne.jp」「.ne.kr」等で使用される第二レベルのネットワーク関連ドメインとは関係がない。